# Fuscaldo
Fuscaldo est une commune de la province de Cosenza, dans la région de Calabre, en Italie.

## Administration
| Période                                  | Période  | Identité       | Étiquette | Qualité |
| ---------------------------------------- | -------- | -------------- | --------- | ------- |
| 29 mai 2006                              | En cours | Davide Gravina |           |         |
| Les données manquantes sont à compléter. |          |                |           |         |

### Hameaux
Cariglio, Pesco, San Pietro, Sant'Antonio, Scarcelli

### Communes limitrophes
Cerzeto, Guardia Piemontese, Lattarico, Mongrassano, Montalto Uffugo, Paola, Rota Greca, San Benedetto Ullano

## Jumelages
- Pero (Italie)